# Wonżedur
Wonżedur (ros. Вонжедур) – wieś (dieriewnia) w Rosji, w Mari El, w rejonie morkińskim. W 2010 liczyła 114 mieszkańców.